# مبی‌بایت
مبی‌بایت یک ضریبی از واحد بایت است که برای مقادیر دیجیتالی اطلاعات استفاده می‌شود. پیشوندهای دودویی مبی به معنی ۲۲۰ می‌باشد در نتیجه یک مبی‌بایت، ۱٬۰۴۸٬۵۷۶ بایت خواهد بود. علامت مبی‌بایت، MiB است.
این واحد در سال ۱۹۹۸ توسط کمیسیون الکتروتکنیکی بین‌المللی (آی‌ئی‌سی) ثبت شد و از طرف تمامی سازمان‌های اصلی مورد قبول واقع گردید. مبی‌بایت طراحی شده بود تا جایگزین مگابایت، که در علوم رایانه به معنی ۱۰۶ بایت است، شود چرا که با معنی مگا در دستگاه بین‌المللی یکاها مغایرت دارد.

## معنی
۱ مبی‌بایت = ۲۲۰ بایت (۱۰۲۴ کیبی‌بایت) = ۱٬۰۴۸٬۵۷۶ بایت
پیشوند مبی یک تک‌واژ چندوجهی می‌باشد که از واژگان مگا (میلیون) و باینری (دودویی) مشتق شده است.